# A-875
A-875是人類惡性黑色素瘤細胞系，最初是分離自一名40歲的人類女性黑色素瘤患者，對神經生長因子受體呈陽性反應，目前可用於建立動物研究模型。

## 科研用途
1983年，有科研人員已經從A875細胞細胞膜的辛基葡萄糖苷提取物中，純化了NGF受體。最終A875細胞膜的可溶性提取物和純化的NGF受體所進行的親和標記實驗表明，存在於NGF受體的兩種主要的肽都可以與125I-NGF特異性交聯 (specifically cross-linked) 。1990年，有研究人員比較A875細胞和大鼠嗜鉻細胞瘤細胞系PC12细胞中NGF受體的特性。最終發現NGF的結合增強了懸濁液中A875細胞和PC12細胞的NGF受體橫向擴散，而NGF對任何細胞系的NGF受體分佈均沒有任何影響。2017年，有學者利用A875細胞進行測試，發現SOX4通過激活NF-κB/p65信號通路，促進黑色素瘤細胞的遷移和侵襲，並且指出SOX4可能是治療黑色素瘤的潛在靶標基因。

## 外部連結
Cellosaurus entry for A-875（页面存档备份，存于）